# 架空戦記
架空戦記（かくうせんき）は、小説、漫画等の戦記の一ジャンルである。仮想戦記（かそうせんき）もしくはIF戦記（イフせんき）、バーチャル戦記（バーチャルせんき）などとも呼ばれる。
基本的に過去の戦争に関連した歴史や、その転換点となった戦いの推移・結果が史実と異なっていたらどうなっていたであろうか、という架空の歴史を前提に描かれるものと、史実の延長線上の未来の戦争をシミュレーションするものの二系統がある。
過去の歴史を題材とした作品には、実在する歴史的な、特に計画資料などで、もしやもするとそれが実行されていたかもしれない事件、事由、それらに準じた作者自身の学術的歴史分析や、仮定の歴史と、実際の歴史を比較する比較論的結果を題材にしたものと、まったくの作者自身の想像によるようなものがある。

## 架空戦記の源流

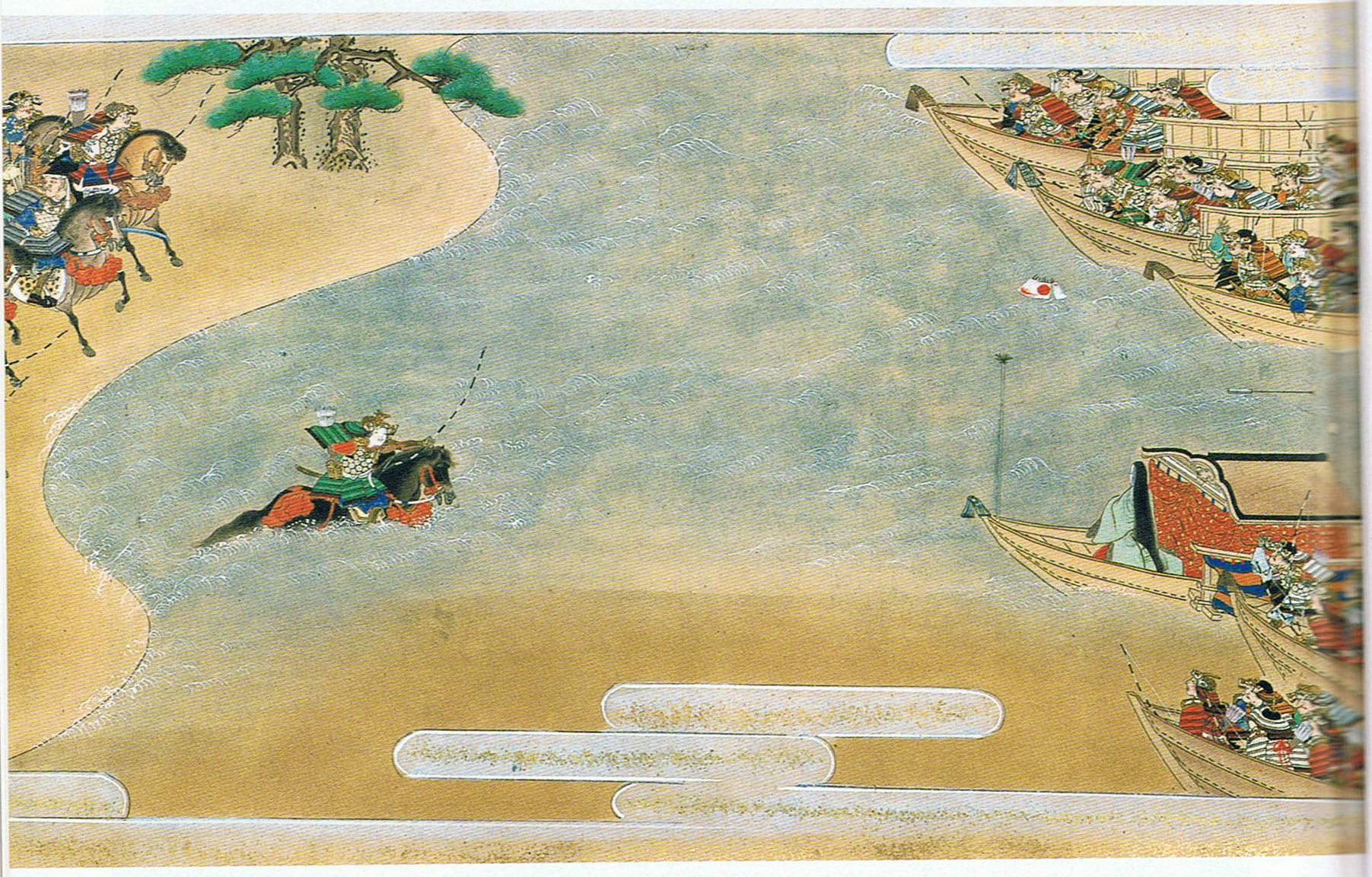
『平家物語絵巻』に描かれた屋島の戦い

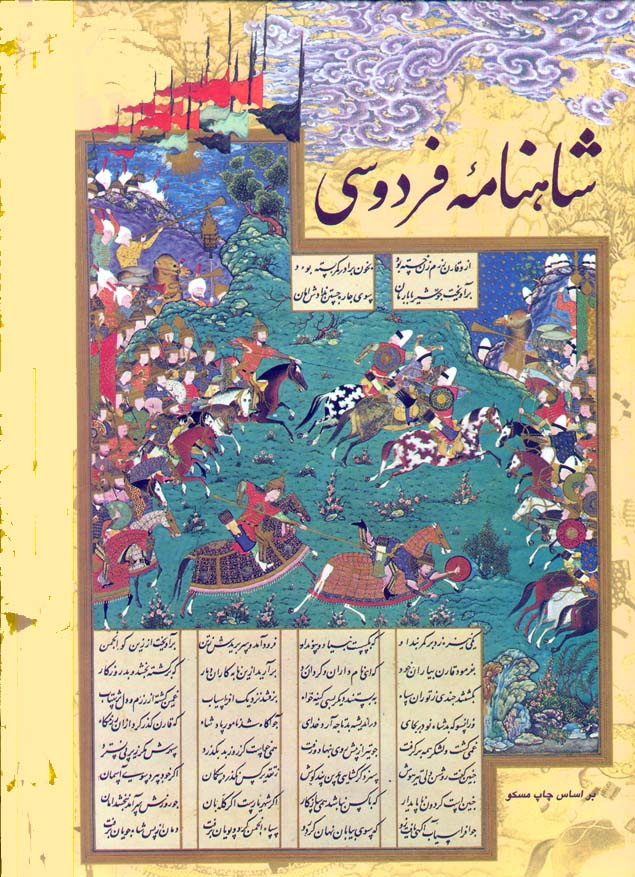
シャー・ナーメの挿絵に描かれたアフラースィヤーブとNowzarの戦い

古代から史実を記録した戦記や軍記物が存在しており、それを題材とした叙事詩や軍記物語が語り物や講談（軍記読み）が一定の人気を得ていた。これらの中には説話や美談、娯楽性を高めるため史実を脚色した作品も多かった。草双紙として出版された甲越川中嶋軍記の一騎打ちの場面では、文章はリアリティを重視した表現であるが画は見栄えを重視した描写となっている。11世紀後半のフランスで発生した武勲詩は、8世紀から9世紀のフランスの伝説的事件を題材とした叙事詩だったが、次第に英雄が巨人や怪物と戦うなどファンタジー要素が含まれるようになった。
近代以降は先進各国で近代的な編成の軍隊が整備されたことと、本格的な軍事衝突が現実化した政治情勢だったことから、史実を描く戦争文学以外に未来の戦争をシミュレーションする小説が登場し始めた、
日本では明治期に政治小説が流行し、国権拡張や北進論、南進論などに基づく海外雄飛を主眼とした作品も多数登場した。その中には西欧列強との武力衝突や、西欧同士の戦争を考慮する小説もあった。その中でも1887年（明治20年）に高安亀次郎がロシアとアメリカの対立を描いた『世界列国の行末』や、南進論を盛り込んだ須藤南翠『旭章旗』などが先駆けとされている。戦争の相手国は、ロシア、中国、ドイツなど時代背景や創作の動機により様々だった。また南進論からアジアを舞台にした軍事小説は、押川春浪や海野十三などにより軍事よりも冒険小説の傾向を強くしていくなど独自の進化を遂げた。
第二次世界大戦前の昭和初期（1930年代）にかけては、現実味を帯びてきた日米戦争をテーマにした小説が多数刊行された。しかしこれらの作者は海軍少佐の福永恭助を始めとした軍人や政治活動家が自らの政治的主張を広めるために書いたものが多く、文芸作品としては概して出来が悪いと評される。乱造された作品の中には、日米双方が架空の新型兵器を次々開発して戦う『日米戦争未来記』（1920年　樋口麗陽）などSF要素を持つ作品も存在し、これらが日本SFの一つの潮流と後の研究者から評価を受けている。
日本以外でも、1897年にはハミルトンアメリカ海軍大尉の『日米開戦未来記』、1925年にはイギリスの元海軍情報機関員ヘクター・C・バイウォーター（en:Hector Charles Bywater）による『太平洋大海戦』（The Great Pacific War）、1930年にアメリカ陸軍少佐ジョージ・フィールディング・エリオット（en:George Fielding Eliot）による『米国武官の見たる日米未来戦』といったものが書かれているが、日本側と同じく政治主張が主目的の作品が多く、現実に第二次世界大戦が起こり、そして終結すると従軍した作家が発表した戦争文学や連合軍の華々しい活躍を描いた戦争映画の影に隠れ、次第に忘れられていった。なお、中国では1924年に三国時代を舞台にした「蜀漢が魏を滅ぼして天下を統一する」という内容の「反三国志演義」が周大荒によって発表されているほか、19世紀には水滸伝をもとに「水滸伝の豪傑たちが梁山泊に集結後、水滸伝のように官軍に帰順して活躍するのではなく官軍に滅ぼされる」という内容の作品「蕩寇志」が兪万春によって執筆されている(「水滸伝の豪傑たち」というのは要はお尋ね者や反乱者であるため、それが何の処罰も受けずに官軍に帰順して活躍するストーリーを快く思わない者も体制側には多く、蕩寇志のような作品にも需要があった)。また、水滸伝そのものにも、官軍に帰順した梁山泊の豪傑たちが北方の遼と戦って降参させるという「遼国征伐」のくだりが存在する（史実の宋と遼の戦争では宋がかなり不利であった）。
　
第二次大戦の敗戦後、欧米SFの影響を強く受ける形で日本SF界は再出発した。そのサブジャンルとして「歴史改変」を扱った物が日本SF界にも早くから導入されており、初期の代表作としては小松左京の『地には平和を』（1961年（昭和36年））や豊田有恒の『モンゴルの残光』（1967年（昭和42年））、高木彬光の『連合艦隊ついに勝つ』（1971年（昭和46年））などを挙げることが出来る。1971年には半村良の『戦国自衛隊』が発表された。陸上自衛隊員1個小隊が戦国時代（史実と微妙に異なるパラレルワールド）へタイムスリップする物語で、天下統一への過程が軍事シミュレーション的であった。本作は（1979年（昭和54年））に映画化されて大ヒットしているが、原作や漫画版と異なりエンターテインメント性が重視されている（タイムトラベルやパラレルワールドの項目も参照）。
豊田有恒の『タイムスリップ大戦争』（1975年（昭和50年））、『パラレルワールド大戦争』（1979年（昭和54年））も、同趣向の作品であったが、太平洋戦争の時代を舞台に選んでいることで、現在の架空戦記の先駆としては、直接的な物と思われる。 
また、1978年（昭和53年）に元NATO北部軍集団司令官ジョン・ハケットの『第三次世界大戦 -1985年8月』がベストセラーになった。冷戦下という時代背景もあり、その後、1970年代終わりから1980年代はじめにかけて二見書房の第三次世界大戦シリーズ（『第三次世界大戦 日本海封鎖せよ!』『第三次世界大戦アジア篇 中ソ戦争勃発す!』『日本篇 ソ連軍日本上陸!』『続・日本篇 ミンスク出撃す!』『国後島奪回せよ! 第三次世界大戦米ソ激突す!』など）をはじめ多数の第三次世界大戦ものが出版された。これらの作品の多くは軍事ジャーナリストによって書かれSF色はなく、近未来軍事シミュレーション小説であった。この第三次世界大戦ブームが後の架空戦記ブームに少なからぬ影響を与えたと考えられる。
後に『艦隊シリーズ』と並ぶ荒巻義雄の2大架空戦記として扱われるようになる『要塞シリーズ』も、当初はこの系列に属していた。

## 架空戦記ブーム
いわゆる架空戦記の嚆矢とされるのは檜山良昭の『日本本土決戦』（1981年）に始まる本土決戦三部作であろう。そして、ブームに直接火をつけたのが1988年に出版されたタイムスリップものの『大逆転! ミッドウェー海戦』（リムパックへ向かう途上の海上自衛隊の護衛艦が1942年のミッドウェー海戦直前にタイムスリップして介入）、『大逆転! レイテ海戦』（現代の日ソの潜水艦がレイテ沖海戦に介入）、『大逆転! 戦艦「大和」激闘す』（現代の沖縄県が米軍上陸直前にタイムスリップ）の大逆転シリーズである。従来の作品がタイムトラベルというSF的ギミックをテーマにしていたのに対して、檜山の作品ではタイムトラベルは歴史改変の単なる小説的手段であり、なぜタイムトラベルが起きたかという説明はほとんど（時には全く）なく、作品は檜山の豊富な軍事知識による戦闘描写が主であった。SFが低迷し始めていた時期であり、新しいジャンルの可能性を見い出した出版各社は続々と同様の歴史改変モノを出版し始めた。また、ブームの原動力とも言うべき荒巻義雄の『艦隊シリーズ』（1990年～2000年）が爆発的ヒットを遂げた。やがて、歴史改変にタイムトラベルを介さない（もしくは何らかの外部からの介入をにおわせるが本筋とはほとんど関係ない）軍事シミュレーションが主流となり、従来のSFとは一線を画した「架空戦記」というジャンルが成立し、「架空戦記ブーム」が訪れる。
1990年代には大量の架空戦記が出版された。SFとの境界ジャンルであり、これを手がけるSF作家もいたが、一般にはSFとは区別され、担い手の多くは架空戦記を専門とする作家に書かれた。彼らのほとんどは元々架空戦記を含むSFのマニアで、パソコン通信の関連フォーラムで熱心に発言していた者（アクティブメンバー）も少なくない（作品中に他のアクティブメンバーたちを実名で出演させた者も数人いる）。ハードカバーで刊行されることは少なく、主にノベルズと呼ばれる新書判サイズでシリーズで発行されることが通例である。

### 代表的な作家と作品
代表的な架空戦記作家には前述の檜山良昭、荒巻義雄の他に、谷甲州、川又千秋、佐藤大輔、横山信義、志茂田景樹、霧島那智、谷恒生などがいる。
ハードSF作家の谷甲州の『覇者の戦塵』シリーズは満州事変の直後に北満州に大油田が発見されたことから始まり（史実の大慶油田、戦後に発見されている）、技術者や中堅士官の視点からの太平洋戦争の歴史改変を描き、トラクター、量産型駆逐艦、レーダーの開発など地味ながらも緻密な設定が特徴。
SF作家の川又千秋の『ラバウル烈風空戦録』は日本海軍の戦闘機パイロットの視点から史実とは異なる経過をたどる太平洋戦争を描き、主人公の乗る二式双発単座戦闘機や烈風（史実では未完成）などの架空兵器が登場。
佐藤大輔はボードシミュレーションゲームデザイナーを経て作家デビューした。主な作品には以下のシリーズがあるが、ほとんどが未完のままとなった。
- 『征途』

戦後も生き残った戦艦大和を中心に、レイテ沖海戦における日本艦隊の勝利とそれによって齎されたソ連の北海道侵攻により分断国家となった日本を描く。『宇宙戦艦ヤマト』へのオマージュ的作品。一連の佐藤作品の中で唯一完結したシリーズである。
- 『レッドサン ブラッククロス』

大陸領土を持たず海洋通商国家となった日英同盟（ジャングロ・アクシス）と、第二次世界大戦に勝利しヨーロッパを征服したナチス・ドイツとの第三次世界大戦を描く。
- 『侵攻作戦パシフィック・ストーム』

南北戦争で南部連合が勝利し、アメリカ合衆国（北部）とアメリカ連合国（南部）に分断された世界。日本の急速な経済的台頭に危機感を抱いた合衆国は、これを抑制すべく限定戦争をしかけてくる。
- 『遙かなる星』

キューバ危機が米ソ核戦争へ発展。全面核攻撃によって合衆国は崩壊する。共産陣営が圧倒的に優勢な核戦争後の世界で、幸運と偶然によって核戦争をほぼ無傷で切り抜け、唯一の資本主義大国となった日本は、来るべき第四次世界大戦から逃れるため、あらゆる物資を売り捌きつつ宇宙への脱出を目指して宇宙開発に狂奔する。
- 『信長シリーズ』（複数の出版社から別タイトルで出ているため仮称）

本能寺を脱出した織田信長は、山崎で羽柴秀吉と共に明智光秀を破る。そして秀吉らによる九州攻略、信長自身による小田原攻略、柴田勝家の叛乱（第一次関ヶ原の合戦）、徳川家康との対決（第二次関ヶ原の合戦）へ。

横山信義は代表作『八八艦隊物語』の後日談ともいうべき『鋼鉄のレヴァイアサン』でデビューし、以後多数の架空戦記を発表している。
- 『八八艦隊物語』

ワシントン海軍軍縮条約が成立せず、八八艦隊とダニエルズ・プランの戦艦群がすべて建造される。大艦巨砲主義が生き残ったまま繰り広げられる太平洋戦争。
- 『修羅の波濤』

真珠湾攻撃が失敗し、機動部隊壊滅。日本軍は南洋諸島の一部を放棄して守りを固める。一方米軍は戦前からの計画を前倒しして反攻に転じるが、拙速が祟って苦戦を強いられる。
- 『修羅の戦野』

『波涛』の続編。日米講和から1年後、満州に侵攻したソ連軍を日米連合軍が迎え撃つ。
- 『ビッグY 戦艦大和の戦後史』

沖縄特攻が燃料不足で中止され、終戦後「モンタナ」として米海軍に編入された大和はアメリカの世界戦略に組み込まれて各地を転戦。一方日本では旧乗員を中心に返還運動が起こる。
- 『蒼海の尖兵』

ソ連軍の介入によって満州事変が失敗した世界。日本はアメリカおよび自由イギリス政府の同盟国としてイギリス本土を占領したドイツに宣戦布告するが、インド洋経由で大西洋を目指す連合艦隊の前にオランダ、フランスそしてイギリス軍までもが立ちはだかる。
- 『宇宙戦争1941』シリーズ

SF小説『宇宙戦争』の続編として書かれた作品。
真珠湾攻撃の直前に世界各地で火星人による再度の侵略が開始され、停戦した各国軍は地球統合軍を結成してこれに対抗する。なお、『宇宙戦争』の続編として書かれた架空戦記には、他に伊吹秀明による『第二次宇宙戦争 マルス1938』がある。
1990年代のブームの時期に最も多く架空戦記の作品を発表したのが、志茂田景樹、霧島那智、谷恒生である。
直木賞受賞作家の志茂田景樹は当時タレントとしてのメディアへの露出が多く（『笑っていいとも』にレギュラー出演など）、派手な髪型服装とユニークな言動で人気を集めていた。ミステリー小説、伝奇小説などを手掛けていた志茂田はブームの初期から架空戦記に参入して速いペースで多数の作品を発表した。主な作品に、『激烈！帝国大戦』『帝国の艦隊』『極光の艦隊』などがある。また、諸葛孔明ら三国志の人物が連合艦隊の提督に憑依する『孔明の艦隊』など突飛な設定の作品もあり、その最たるものが長嶋茂雄監督率いる巨人軍が戦国時代へタイムスリップする志茂田の真骨頂とも言える架空戦記『戦国の長嶋巨人軍』である。
霧島那智は若桜木虔を主宰とする2～4人の合作のペンネームで（2006年現在は若桜木のみ）、合作の分業であることと若桜木の業界屈指の速読速筆もあり（若桜木は速読の本を出している）驚異的な出版ペースで200冊近くの架空戦記を出している。主な作品に、『不沈戦艦強奪作戦発動』、『大殲滅！機動部隊ハワイ大海戦』、『戦艦空母大和の進撃』などがある。
なお、霧島那智の一員であった瑞納美鳳は若い女性であり、希少な女性架空戦記作家であったことから「架空戦記界のマドンナ」と呼ばれた（瑞納は2002年に脱退、その後は別ジャンルで同人誌を中心に活動している）。同じく一員だった松井永人（後の松井計）は霧島那智を脱退後、単独で架空戦記小説（『叛逆の艦隊』など）を書いていたが、やがて貧窮してホームレスに転落。その実体験を書いた『ホームレス作家』（2001年）がヒット。その後はルポルタージュを中心に活動している。
海洋小説を中心に高い評価を受けた谷恒生（2003年逝去）も、1990年代に数十冊の架空戦記を執筆している。作中に登場する艦船や兵器（特に主役級の）は非現実的な性能の物も多い（『超大本営』シリーズの大和は最大速力が50ノット以上、新型の零戦は最高速650km/h以上の高速機など）が、リアリティよりエンターテイメント性を重視した結果であろう。なお、一冊ごとにその構成が起承転結にのっとっており、シリーズの途中の巻だけ読んでもほとんど問題ないのも特徴である。主な作品に、『超大本営・戦艦大和』『超連合艦隊』『超帝国無敵艦隊』『栄光の艦隊・超戦艦「武蔵」』『戦艦空母摩利支天』『超戦艦空母長門改』などがある。
またSF・ミステリ作家の山田正紀は上記の作品とは全く着眼点が異なる作品を発表している。
- 『機神兵団』

1930年代の中国大陸にエイリアンが出現し、日本陸軍と交戦。その死体から回収した技術で日本を初めとする列強各国が巨大ロボット「機神」を開発して戦う。SF色の強い作品で第26回星雲賞を受賞し、アニメ化もされた。
- 『影の艦隊』

戦後、千島列島に「日本群島人民共和国」が建国される。理想に燃えて新国家へ向かった若者達は、しかし裏切られ、ソ連の手先として代理戦争に駆り出される。軍事色よりも、むしろ若者がまだ熱かった時代への郷愁が強い作品である。

### その他の主な架空戦記
小説
- 『紺碧の艦隊』『旭日の艦隊』（荒巻義雄）

戦死するまでの記憶を持ったまま後世（パラレルワールド）の自分に「転生」した人々が、その記憶を元によりよい歴史を作ろうとする。
- 『亜欧州大戦記』（青木基行）

ソ連がフランス侵攻中のナチス・ドイツを背後からの奇襲で滅ぼし、そのままフランスまで蹂躪する。日本は米英と組んで対ソ戦に突入する。
- 『帝国大海戦』（伊吹秀明）

日英同盟が第一次大戦後も継続された世界で米・仏・蘭対日・英（途中で伊も対米英戦に参戦）での第二次世界大戦を描く。仮想戦記ブーム初期のステレオタイプな『弱いフランス&イタリア』感に囚われず、善戦・勇戦する蘭・仏・伊が特色である。後の荒川佳夫や吉田親司らが続く「強いフランス・イタリア」の先駆的小説。
- 『デュアル・パシフィック・ウォー』（荒川佳夫）

合衆国と南部連合に分断されたアメリカで第二次南北戦争が始まり、日本も合衆国の同盟国として参戦する。
- 『軍艦越後の生涯』（中里融司）

八八艦隊が実際に建造され、そして関東大震災で損傷した天城の代艦として50cm砲を備えた越後も建造された世界の日米戦を描く。すべての戦艦に「船魂」と呼ばれる美少女が憑いている萌え架空戦記でもある。
- 『北海の堕天使』（吉岡平）

架空の枢軸国「トルステイン公国」を舞台に、反乱を起こした原子力戦艦ヨツンハイムと各国艦隊の追撃戦に巻き込まれた二人の日本人の活躍を描く。続編『凍てる波濤』と共に、戦前の軍事冒険小説へのオマージュ的な作品。
- 『鉄槌』（橋本純）

日本はハル・ノートを受諾するが、欧州の戦争に介入したいアメリカは日本への圧力と挑発を繰り返し、ついに開戦に追い込む。緒戦で艦隊を壊滅させられた日本は米軍を意図的に九州へ上陸させ、占領地でゲリラ戦を繰り広げる。
- 『大日本帝国欧州電撃作戦』（林譲治 / 高貫信士）

開戦早々、日米艦隊が真珠湾沖で相討ち。切り札を失った両国は停戦、日本は連合国の一員としての欧州派兵を要求される。
- 『兵隊元帥欧州戦記』（林譲治）

開戦直前に北アフリカへ派遣された戦車部隊、ミッドウェーの敗戦を隠蔽するためにドイツ海軍へ出向させられたパイロットなどの活躍によって枢軸軍が優勢になっていく。
- 『クリムゾン・バーニング』（三木原慧一）

ロシアから亡命してきたレーニン、スターリンらによって革命が起こり共産主義化したアメリカ。史実より早く開国し工業化・民主化の進んだ日本は、イギリスやドイツなどと同盟を結んでこれと対決する。
- 『独立愚連艦隊』『平成愚連艦隊』（羅門祐人）

維新志士の生き残りと称する長官と実験空母に改造された「陸奥」を中心に、兵器も人も問題大有りの寄せ集め部隊が行き当たりばったりで勝ち進む確信犯的ハチャハチャ架空戦記。
- 『終戦のローレライ』（福井晴敏）

広島市に原爆が投下され、日本の敗戦間近な1945年が舞台。東京に投下される第3の原爆を阻止するため、特殊音響兵装「ローレライ・システム」が搭載された潜水艦「伊五〇七」が出撃する。映画化された。
- 『五分後の世界』（村上龍）

主人公である小田桐は、降伏を拒否した帝国軍人が松代（長野県）を拠点として地下のゲリラ国家「アンダーグラウンド」を築いた世界に、5分のずれにより現代の時空から迷い込む。
- 『戦国自衛隊』（半村良）

陸上自衛隊の補給部隊が戦国時代にタイムスリップする。映画化・漫画化された。
- 『戦国自衛隊1549』（福井晴敏）

誤って戦国時代に飛ばされた現代戦力を使い、歴史改変を狙う織田信長と、それに対抗して送り込まれた陸上自衛隊が交戦する。
- 『ほしからきたもの。』（笹本祐一）

「1960年代を舞台にした架空宇宙戦記」というコンセプトで書かれた作品。当時の技術・兵器のみを用いた状態で、地球防衛組織「国連宇宙軍」と地球侵略を目論むUFOとの戦闘を描く。
この他、戦国時代を扱った架空戦記作家には桐野作人（『覇戦 関ヶ原』など）、工藤章興（『反関ヶ原』など）などがいる。
漫画
- 『ジパング』（かわぐちかいじ）

海上自衛隊のイージス艦「みらい」が太平洋戦争中にタイムスリップする。アニメ化された。
- 『夢幻の軍艦大和』（本そういち）

現代の少年クルスが、太平洋戦争中と21世紀を行き来できる力を身に付ける。クルスはゲーム感覚で戦争に介入し、後知恵で日本を優位に導くが、その結果当然歴史が変わり、現代日本はクルスの予想外の、好ましくない変化をしていく…。
- 『特設空母安松丸物語』（宮崎駿）

『宮崎駿の雑想ノート』の一編で、急造品の特設空母と既に旧式化した九六式艦上攻撃機のインド洋での活躍を描く。『雑想ノート』には他にも架空戦記的な作品が数編ある。

### 1990年代以降
1990年代中盤まではSF・ファンタジー系作品やミステリの不振もあり、多くの書店の新書版のスペースを架空戦記が占めていた。しかし1990年代終盤には飽和によるブームの縮小に加え、新書で刊行される新本格ミステリーの人気が高まったことで棚のスペースを奪われ、2000年代前半には出版社の多くが架空戦記から撤退した。一部は戦国時代や三国志のシミュレーション小説に移行したが、かえってそちらの方が売れなかったとも言われている。しかし架空戦記から別ジャンルの執筆や軍事アドバイザーに鞍替えしたり、デビュー前にブームを経験し影響を受けたがジャンルの不振により架空戦記以外でデビューした作家が増えたため、逆に架空戦記的な内容の作品は増加することとなった。
小説の中でも特にライトノベル作品では、『ゼロの使い魔』（2004年）を始めとする「異世界での戦乱や冒険」という伝統的なファンタジーに架空戦記並みの軍事設定を盛り込んだ作品が相次いで登場し、若年層を中心にブームとなった。一方で旧来の架空戦記も個性的なキャラクターを登場させたり、カバー表紙にライトノベル調のイラストを使う作品が刊行されるなど、ライトノベルに接近する手法がとられた。
また、架空戦記の源流の一つとも言えるSFにおいても、『戦闘妖精・雪風』（1984年）の様に詳細な兵器設定を盛り込んだ作品は存在していたが、主に2000年代以降、SF・軍事設定共に本格的なテクノスリラーの『虐殺器官』（2007年）や、旧来のスペースオペラを詳細な軍事設定で補強した『宇宙一の無責任男』（1989年）、さらにライトノベル的な要素も組み込んだ『図書館戦争』（2006年）などSFとの境界線も不明確な作品が次々と発表された。なお、これらのような作品もライトノベルレーベルから刊行される場合がある。
ライトノベルとSF以外の派生はほとんど無かったが、民間軍事会社に所属する戦闘機パイロットの視点で話が進むという戦争文学に近い体裁のスカイ・クロラシリーズ（2001年）が、架空戦記に馴染みのない読者を中心にヒットし、詳細な兵器描写を追求したアニメ映画が制作されたという事例もある。
漫画作品においては、自身の戦争体験を綴ったり史実を脚色した戦争漫画が中心だったが、2000年代以降は架空戦記並の詳細な軍事設定を取り入れた作品が登場している。超兵器を搭載した第二次大戦時の軍艦が戦う海洋戦記という旧来型の架空戦記に、擬人化などの萌え要素を取り入れた『蒼き鋼のアルペジオ』（2009年）などがヒット作となっている。
書籍媒体以外でも、アニメでは架空戦記的世界観に魔法少女ものの要素を取り入れた『ストライクウィッチーズ』（2007年）や過去作品をリメイクする際に膨大な軍事・兵器設定を追加した『宇宙戦艦ヤマト2199』（2012年）、コンピューターゲームではフライトシューティングに架空戦記的ストーリーを付与したエースコンバットシリーズ（1995年）や、地球侵略ものに架空戦記ばりの世界設定を与えた『高機動幻想ガンパレード・マーチ』（2000年）や『マブラヴ オルタネイティヴ』（2006年）などの、キャラクター性と架空戦記的要素を両立した作品がヒットしている。
上記のように2000年代以降の架空戦記は独立したジャンルではなく、SFやファンタジーと同じく創作全般における要素・手法の一つとして利用されている。しかし、海上自衛隊のイージス護衛艦が太平洋戦争時にタイムスリップする漫画『ジパング』（2000年）がヒットするなど、伝統的な架空戦記も一定の人気を保っている。

## 架空戦記の題材

### 歴史改変
よく取り上げられる題材としては以下のようなものがある。
1. もし日本が朝鮮半島やドイツのような分断国家になっていたら？（ソ連が実際に分割占領を提案していたがアメリカの反対で消えた。「日本の分割統治計画」も参照）
2. もし大日本帝国がポツダム宣言を受諾せず（あるいは失敗し）アメリカのダウンフォール作戦が決行されていたら？
3. もし史実より強力な兵器（優秀な戦艦や航空母艦その他の艦艇、航空機や戦車、さらには自動小銃や対戦車ロケット弾、電波探信儀、ヴァルター機関（ワルター機関）、核兵器等々に至るまで）の開発・量産に成功し、実戦配備がされていたら？
4. もし史実にあった失策や失敗がなかったら？
5. もし史実にない事件が起きていたら？
6. もし史実に存在しない人物や組織・機関が誕生していたら？
7. もし史実と違った作戦を行っていたら？
8. もし史実と違った戦略・戦術を採用していたら？
9. タイムトラベルにより未来の技術や兵器、もしくはまだ現実化していない歴史に関する情報を持ち込んでいたら？
10. 将来、どこかの国が崩壊、あるいは侵略してきたら？

題材となる時代は第二次世界大戦（主に太平洋戦争）が圧倒的に多いが、戦国時代や幕末、日露戦争、第一次世界大戦、冷戦期（#架空の冷戦）未来の戦争（宇宙戦争等）等を扱う作品もある。
第三次世界大戦やアジアでの地域戦争（北朝鮮崩壊や中国の台湾侵攻、韓国や中国の竹島・尖閣諸島侵入、ソビエト連邦・ロシアの北方地域を橋頭堡とした道東侵攻など）といった近未来の紛争を扱った作品（大石英司などの小説、あるいは小林源文などの漫画）ものも多い。これらの作品は1990年代の架空戦記ブーム以前から広く存在しており、そもそも過去の歴史の改変（架空の出来事）を扱っているのではなく、起こりうる未来を扱っており性格が全く異なるものであるとして『ポリティカル・フィクション』や『テクノスリラー』に分類する意見も強い。
このジャンルは主に70年代後半～90年代前半に隆盛し、「○○軍が日本に侵攻し（もしくは日本周辺で戦争を起こし）、自衛隊が応戦（もしくは架空のハイテク兵器が活躍）し大勝利するというかなりステロタイプな内容が多い。○○にはその当時の仮想敵国（旧ソ連、中国、北朝鮮、韓国、ロシア）が入る。1970年代の円高ドル安期から80年代のバブル経済期にはアメリカも仮想敵国に加えられ、「日本が○○軍の攻撃を受けるが日本の弱体化を望むアメリカ軍は傍観する」「アメリカが好況な日本を妬んでジャパンバッシングを武力攻撃にエスカレートさせてくる（そして自衛隊に返り討ちにされる）」という作品が一世を風靡した。
アメリカ同時多発テロ事件以降の非対称戦争の時代の到来といった情勢の変化に応じて、冷戦時代のソ連脅威論を背景とした作品に代わって、日本周辺における低強度紛争やテロを扱った作品、紛争地域への自衛隊派遣を描いた作品などが書かれるようになっている。
元架空戦記ファンの古谷経衡は、歴史ものは日本の戦争大義を肯定する、合理的で民主的な日本軍が活躍する、史実における同盟国ナチス・ドイツは常に敵役（未来ものでも同様）という特徴を指摘。またブーム当時「日本の戦争大義は正しかった」などとは、口が裂けても言い出せない時代状況であったため代替になっていた側面があるという。この流れは小林よしのり作品の一連のブームへ移行していった。

### 架空の冷戦
厳密には架空戦記に含まれないものもあるが、第二次世界大戦・太平洋戦争の逆転劇が起こった世界で、その戦後において史実の米ソ冷戦と同じような事象が異なる組み合わせで描かれる作品。
日本で書かれた作品の場合は、以下のような展開が代表的である。
- 日本、ドイツ、イタリアを中心とした枢軸国が、圧倒的な連合国に対し最終的に勝利を収めるが、日本は本来軍国主義国家ではなく、（イギリスと同じ）立憲君主制であったという前提の下で、ナチズム・ファシズムとは相容れず、対立状態へと移行していき、結局は史実の米ソと同じように日独間で冷戦が始まってしまうというもの。
この場合、日本が史実のアメリカ役に、完全に独裁体制となっていたドイツが史実のソ連役とされる。つまり現実の勝者と敗者が入れ替わる現象がおきる。この考え方の根底にあるのは、「アメリカと日本が資本主義の成熟段階で同じような道を歩んできた」という歴史観であると同時に、「ナチス・ドイツとソビエト連邦のファシズム（ナチズム）と共産主義が根本的に同じなのではないか？」という思想に基づくものである。
またアメリカ合衆国は東西に分断されており、ケースは様々だが西部は日本（大日本帝国）の勢力圏となり、軍事的には日本に依存しつつ経済成長を図る。逆に東部はドイツ（第三帝国）の支配下で完璧な監視社会となり、ユダヤ人や黒人を標的にした徹底的な人種迫害が行われるという史実の東西ドイツのようになると考えられている。ソ連は連邦そのものがドイツ第三帝国の中に飲み込まれてしまう。タイや満州国は日本の重要な同盟国とされ、中国は国共分断が続いている。連合国ではありながらイギリスは（ドイツに占領されていなければ）戦後は日本と同盟関係でいたりする。
- 日本が分断国家になり、現在の朝鮮半島のように冷戦の最前線となるもの。
この場合、アメリカ（資本主義）陣営の（南）日本は史実の戦後日本をベースに描かれるが、西ドイツや韓国をモデルにした要素も加わっている。一方、ソ連（共産主義）陣営の（北）日本は一党独裁体制で、傀儡政権打倒・祖国統一を唱えて軍備拡大を進めているというケースが考えられる。
- 日本が第二次世界大戦前から、あるいは開戦後の早い時期から米英との協調路線を取ってドイツを中心とする枢軸国と戦い、戦後はドイツやソ連との冷戦になるもの。
日本国内では明治憲法が一部改正されるなど民主化が進み、陸海軍では米国製の兵器なども配備されている。満州国にはアメリカ資本が導入され、日本もそのおこぼれに与っているか、さもなくばソ連に占領されている。

なお、欧米で書かれた作品でも米独冷戦などを描いた例がある。
これらの根底には、タイムパラドックスの理論のひとつである「時間の自己修復作用論」が存在している。これは、川をせき止めて局所的に流れを変えても、下流では水は元の流れへと戻ってしまうことに例え、タイムトラベルで過去にあった事象を大きく変更させる事象を引き起こしても、時間は元の流れに戻ろうとし、結局別の存在が似たような事件を起こしてしまうであろうというものである。
代表的な作品には以下のような物がある（本編は大戦期が舞台で、エピローグとして戦後について触れられているものを含む）。
- 青山智樹『飛行戦艦「大和」』（日本対ドイツ）
- 海野十三『地球要塞』（日本対アメリカ対ドイツ。第二次大戦中の作品）
- 佐藤大輔『征途』（アメリカ対ソ連、日本分断）
- 佐藤大輔『侵攻作戦パシフィック・ストーム』（日本・南部連合・イギリス対アメリカ・ドイツ）
- 佐藤大輔『遙かなる星』（日本対ソ連。アメリカはソ連との反応兵器戦争で壊滅）
- 佐藤大輔『レッドサン ブラッククロス』（日本対ドイツ。ただし日米戦は発生していない）
- 那須正幹『屋根裏の遠い旅』（アメリカ対ソ連対ドイツ・日本）
- 夏見正隆『レヴァイアサン戦記』（分断国家となった西日本と東日本の内戦）
- 横山信義『修羅の戦野』（アメリカ対ソ連対ドイツ。日本はアメリカの同盟国）
- 吉岡平『凍てる波涛』（日本対ドイツ）
- ロバート・ハリス『ファーザーランド』（アメリカ対ドイツ）
- ジェイムズ・P・ホーガン『プロテウス・オペレーション（英語版）』（アメリカ対ドイツ・日本）
- フィリップ・K・ディック『高い城の男』（日本対ドイツ）

## 架空戦記に登場する実在の人物
架空戦記は現実の歴史を題材にしている以上、ほとんどの作品において実在した人物（特に軍人や政治家）が登場することになる。彼らの言動はその人物に対する著者の評価が如実に反映されることが多いが、意図的に実像とは異なる性格付けをされたり（極端な例では『覇龍の戦録』の井上成美など）、「単なるヒーローとやられ役」以上の描写がなされないこともある。
また、現実の世界では軍事・政治以外の分野での業績によって名を知られている人物が軍人や政治家として登場する作品（『征途』の福田定一/司馬遼太郎やロバート・A・ハインラインら、『龍神の艦隊』の小林盛夫/柳家小さん、『巡洋戦艦「浅間」』のチャールズ・リンドバーグなど）、逆に有名な軍人・政治家がそれ以外の職業で登場する作品、著者の個人的な知り合いや出版社を通じて応募した読者が実名で「出演」する作品などもある。

## 日本以外の架空戦記
勿論、こうした小説は日本国外にも存在する。
中国の武侠小説には架空の世界の戦乱を描いた作品もあるが、メインは武術の達人である主人公らの活躍であり、多くは背景にとどまっている。
日本の「架空戦記ブーム」に触発された大韓民国において同様のブームが生じた。当然のことながら、敵対国として人気があるのは歴史的な経緯のある日本であり、いわゆる「反日小説」の一環として見なされることも多い（ただし、日本の太平洋戦争ものの架空戦記の著者・読者の全てが反米主義者とは限らないのと同様に、大韓民国の架空戦記の著者・読者の全てが「反日」という訳ではない）。なお、大韓民国の架空戦記事情に関しては野平俊水と大北章二の共著『韓日戦争勃発!?－韓国けったい本の世界』に詳しい解説がある。
アメリカ合衆国やドイツなどでも架空戦記は出版されており、一定のファンを獲得しているようである。アメリカの架空戦記で邦訳されたものではピーター・アルバーノ著の『第七の空母』シリーズ（徳間書店より2004年8月時点で4巻まで刊行・邦訳版の1巻発売時にアメリカでは7巻まで刊行されていたとのこと）がある。
世界最長の小説とされる『非現実の王国で』は、架空世界の戦争を従軍記者の視点で描いた作品で、主人公が美少女の戦士であるなど戦闘美少女の要素も併せ持っている。

## 参考・関連文献
- 横田順彌『日本SFこてん古典』（早川書房、1980年～1981年）
- 猪瀬直樹『黒船の世紀 ガイアツと日米未来戦記』（小学館、1993年）
- と学会『トンデモ本の世界』（洋泉社、1995年）
- 野平俊水『韓国・反日小説の書き方』（亜紀書房、1996年）、大北章二（共著）『韓日戦争勃発!?－韓国けったい本の世界』（文藝春秋、2001年）
- 如月東『落日の艦隊 シミュレーション戦記批判序説』（KKベストブック、1998年）ISBN 4831493201、『検証!バーチャル艦隊の軍事力』（同文書院、1998年）ISBN 481037548X、DTM編（共著）『バーチャル艦隊の軍事力2 徹底研究 架空戦記の“実戦”力』（同文書院、1999年）ISBN 4810375781
- 北村賢志『虚構戦記研究読本 兵器・戦略編』（光文社、1999年）ISBN 4769809336、同『戦術・作戦編』（光文社、1999年）ISBN 4769809328
- 神聖大ちゃん帝国『トンデモ架空戦記の世界 普及版Ver.6』（2004年・同人誌）
- やっぱり勝てない?制作委員会『やっぱり勝てない?太平洋戦争』（シミュレーションジャーナル、2005年）ISBN 4890631860